# Ecnomus dananensis
Ecnomus dananensis är en nattsländeart som beskrevs av Francois-Marie Gibon 1992. Ecnomus dananensis ingår i släktet Ecnomus och familjen trattnattsländor. Utöver nominatformen finns också underarten E. d. occidentalis.